# Linnamäe
Linnamäe es una localidad del municipio de Lääne-Nigula, en el condado de Lääne, Estonia. Tiene una población estimada, en 2021, de 367 habitantes.
Está ubicada al sur de la costa del golfo de Finlandia (mar Báltico) y al oeste de la frontera con el condado de Harju.